# Жуйо-Можга
Жуйо́-Можга́ (рос. Жуё-Можга) — присілок у Вавозькому районі Удмуртії, Росія.
Населення — 164 особи (2010; 179 в 2002).
Національний склад (2002):
- удмурти — 83 %

Урбаноніми:
- вулиці — 40 років Перемоги, Зарічна, Лермонтова